# یواس‌اس اولون (۱۹۰۸)
یواس‌اس اولون (۱۹۰۸) (به انگلیسی: USS Avalon (1908)) یک کشتی بود که طول آن ۴۶ فوت ۰ اینچ (۱۴٫۰۲ متر) بود. این کشتی در سال ۱۹۰۸ ساخته شد.